# Philipe Bordier
Pour les articles homonymes, voir Philipe et Bordier.
Philipe Bordier est un réalisateur, écrivain et dessinateur français né à Loches le 4 juillet 1941 et mort dans le 14e arrondissement de Paris le 7 janvier 2013.

## Biographie
Philipe Bordier fait partie, dans les années 1960 et 1970, du milieu du cinéma expérimental. Il collabore alors souvent avec Jean-Pierre Bouyxou qui partagera en 1984 avec Michael Lonsdale l'affiche  de Lire c'est vivre : Élie Faure, Velasquez, Les Ménines. 
« Pionnier de la décentralisation », il a joué un rôle déterminant dans la programmation du festival Sigma de Bordeaux, fondé par Roger Lafosse en 1965. 
Philipe Bordier est l'auteur d'un long texte publié par Nicole Brenez et Christian Lebrat dans leur livre Jeune, dure et pure ! Une histoire du cinéma d'avant-garde et expérimental en France (édité par la Cinémathèque française en 2001).
Gérard Courant lui a consacré deux de ses portraits.

## Filmographie
- L’art roman dans le Sud-Ouest, coréalisateur Jean-Marc Leuwen (1962) (CM, 16 mm, NB, 26 min)
- Sarlat, coréalisateur Jean-Marc Leuwen (1963) (CM, 16 mm, NB, 26 min)
- L’écran démoniaque (1963) (CM, 16 mm, NB, 13 min)
- Idolâtrie (1964) (16 mm, NB, 52 min)
- Les trésors de Bagdad (1964) (CM, 16 mm, NB,13 min)
- Kurdistan (1965) (Film + débat, 26 min)
- Sur une génération perdue (1965) (CM,16 mm, NB,13 min)
- Georges Mathieu coauteur (réalisation Jacques Manlay) (1966) (CM, 16 mm, 26 min)
- Francis Maugard (1966) (CM, 16 mm, NB, 13 min)
- Vampirisme (1967) (CM, 16  mm, NB, 26 min)
- L’architecture solaire (1967) (CM, 16 mm, 13 min)
- César, sculpteur (1967) (CM, 16  mm, NB, 13 min)
- Jean-Paul Chambas (1967) (CM, 16 mm, 13 min)
- Fanfares (1968) (CM, 16 mm, 13 min)
- Robert Fachard (1968) (CM, 16  mm, NB, 13 min)
- Improvisations (1969) (CM, 16  mm, NB, 26 min)
- Erpeldinger (1969) (CM, 16 mm, 13 min)
- Le centre culturel de Toulouse (1969) (CM, 16  mm, NB, 45 min)
- Essai sur la peinture surréaliste (1970) (CM, 16 mm, 26 min)
- Le Baphomet : essai sur une Vénus préhistorique (1971) (CM,  16 mm, 26 min)
- Gardair : essai sur un peintre figuratif (1972) (16 mm, 52 min)
- Angoulême : la bande dessinée (1973)(16 mm, NB, 52 min)
- Kiss et le théâtre de la cruauté (1973) (16 mm, NB, 13 min)
- Sem (1974-16 mm, 26 min)
- Formes et forces d’Élie Faure (1975) (16 mm, 26 min)
- Ingres père, ou comment être le père de quelqu’un (1979) (16 mm, 13 min)
- Les Templiers (1979) (16 mm, 13 min)
- Durfort (1979) (16 mm, 26 min)
- Lire c’est vivre : Élie Faure, Velasquez et les Ménines (Coauteur avec Pierre Dumayet) (1984) (16 mm, 52 min)
- Le café de nuit de Van Gogh (texte dit par Jeanne Moreau) (1985) (16 mm, 8 min)
- Soulages (1985) (16 mm, 8 min)
- Christian Boltanski (1986) (16 mm, 13 min)
- Monolithe (Essai Vidéo) (1987) (26 min)

### Téléfilms (longs métrages)
- Petite planète de vacances d’après Fritz Leiber (scénario, dialogues, réalisation : Marie-Josèphe Dubergey) (1965 ?)
- Babeau, conte de Noël (réalisateur, coscénariste avec Marcello Paradisi) (1973)

### Vidéos
Auteur
- Modern’ style : pilote série jazz : Quartette Jean Courtioux. (réalisation : Marie-Josèphe Dubergey) (1966 ?).

Auteur-réalisateur
- Modern’ style : série jazz, variétés et graphisme (6 numéros) (1973-74).
- Grafis (série BD-11 numéros, puis interdit) (1973/74). (coauteurs: Pierre Pascal et Marcello Paradisi)
- Féminin singulier (Série-5 numéros puis interdit) (1973/74) Coauteurs: Marie-Pierre Galley etBritt Nini)

Réalisateur
- Prélude à la nuit (série musique. Production Charles Imbert)(1982- 1984)
- Le tombeau de Van Gogh : musiques à Auvers-sur-Oise (1983)

### Cinéma
Courts-métrages
- Mémento (1967) (16 mm, 11 min)
- Le poisson-lune (1969) (16 mm, 20 min)
- Cinoche (1969) (16 mm, NB, 3 min)
- Essai 1 (1970) (16 mm, 26 min)
- Le Pain quotidien (1970)
- Essai 2 (1971) (16 mm, 26 min)
- Êtes-vous malades ? (1973) (16 mm, NB, 21 min)
- La réquisition (1974) (16 mm, NB, 12 min)
- Comme on voudrait nous faire croire que l’atomique est un champignon, fleur de napalm (animation) (1974) (16 mm, durée aléatoire cf. annexe texte « Jeune, dure et pure »)
- Essai 3 (1975) (16 mm, 26 min)
- A-titré : une pensée à propos du cinématographe (1983) (16 mm, 4 min)
- Chavaleries (animation) (1969) (16 mm, 3 min)
- L’enfant et les sortilèges (animation) (1973) (16 mm, 45 min)

### Philipe Bordier comédien
- 1967 : Satan bouche un coin de Jean-Pierre Bouyxou
- 1969 : Le poisson lune de Philipe Bordier
- 1970 : La Fin des Pyrénées de Jean-Pierre Lajournade
- 1970 : Free Picture de Jacques Amsellem (court métrage)
- 1972 : Les Vierges violées de Bernd Upnmoor
- 1973 : La Réquisition de Philipe Bordier
- 1974 : Mnémosyme de Chantal Lasbats
- 1974 : Le Seigneur de Bonaguil de Jean-Jacques Vierne (scénario Marcello Paradisi)
- 1984 : Cinématon de Gérard Courant n° 340 et n° 421, juin et novembre 1984